# Daphne Akhurstová
Daphne Jessie Akhurstová Cozensová (22. dubna 1903, Ashfield – 9. ledna 1933, Sydney) byla australská tenistka. Má na svém kontě čtrnáct grandslamových titulů a všechny získala na domácím mistrovství (Australian Open). Pětkrát zde triumfovala v ženské dvouhře (1925, 1926, 1928, 1929, 1930), pětkrát v ženské čtyřhře (1924, 1925, 1928, 1929, 1931) a čtyřikrát ve čtyřhře smíšené (1924, 1925, 1928, 1929). Jejím spoluhráčkami, které jí pomohly k titulům v ženském deblu, byly - v tomto pořadí - Sylvia Lanceová Harperová (2x), Esna Boydová a Louie Bickertonová (2x). V mixu byli jejími partnery James Willard (2x), Francouz Jean Borotra a Edgar Moon. Na ostatních grandslamech se jí dařilo nejvíce ve Wimbledonu, zvláště pak v ročníku 1928, kdy se probojovala do finále mixu, semifinále ženské čtyřhry i semifinále ženské dvouhry. Podle dodatečně vypočítávaných statistik britského sportovního novináře Arthura Wallise Myerse byla v roce 1928 3. nejlepší světovou hráčkou. Byla pravorukou tenistkou. Civilním povoláním byla učitelkou hudby. Sportovní kariéru ukončila v roce 1931. Brzy poté, ve svých 29 letech, zemřela na následky mimoděložního těhotenství. V roce 1934 po ní byla pojmenována trofej, kterou získávají vítězky ženské dvouhry na Australian Open a její jméno tato trofej nese dodnes. V roce 2006 byla uvedena do Síně slávy australského tenisu, roku 2013 do Síně slávy světového tenisu.